# Rudnik pri Moravčah
Rudnik pri Moravčah este o localitate din comuna Moravče, Slovenia, cu o populație de 19 locuitori.